# Il padre di mia figlia (film)
Il padre di mia figlia è un film per la televisione italiano del 1997, diretto dalla regista Livia Giampalmo.